# Palimpsest

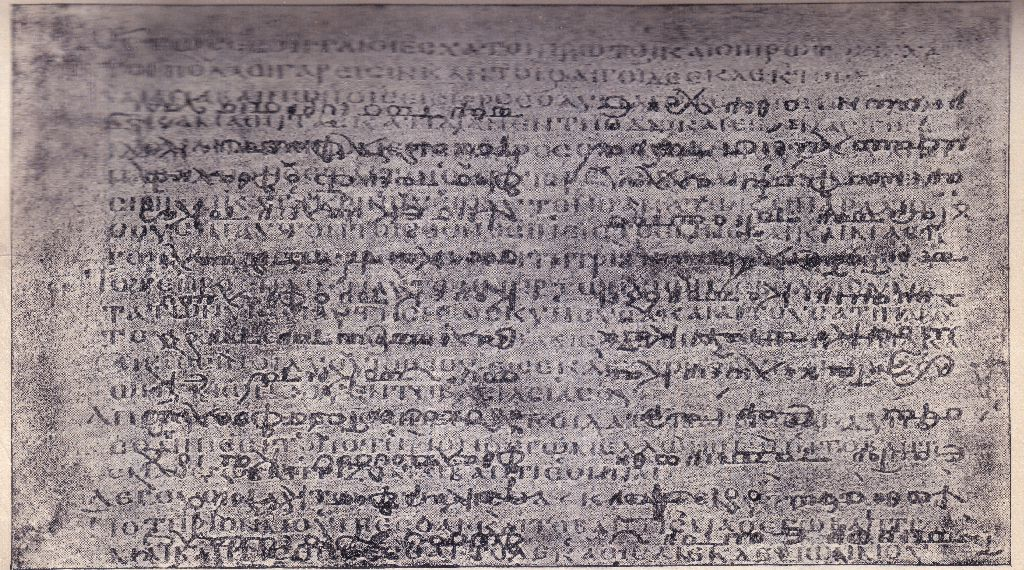
Codex Ephraemi Rescriptus aus der Bibliothèque nationale de France, Département des manuscrits, Grec 9, fol. 60r

Palimpsest (Maskulinum, auch Neutrum, über das lateinische palimpsestus, -i m von altgriechisch παλίμψηστος palimpsestos „wieder abgekratzt“) bezeichnet eine Manuskriptseite oder -rolle, die beschrieben war und von der durch Abschaben oder Waschen das Geschriebene wieder entfernt wurde, um sie erneut zu verwenden. In diesem Sinn war das Wort in der Antike gebräuchlich. Heute wird das Wort Palimpsest im Sinn von Codex rescriptus (lateinisch für „wiederbeschriebenes Blatt“) auch für das Exemplar mit dem neuen Text verwendet. Im übertragenen Sinn werden vereinzelt auch Oberflächenstrukturen als Palimpsest bezeichnet, die durch jüngere Einflüsse überprägt und fast unsichtbar wurden – etwa die Geisterkrater in der Mondoberfläche.
Den Vorgang des Wiederbeschreibens nennt man – entgegen der etymologischen Bedeutung – Palimpsestieren.

## Funktion
Der Grund für dieses Vorgehen waren ein herrschender Mangel an neuem Schreibmaterial beziehungsweise dessen hoher Preis. Ab der christlichen Spätantike wurde für Bücher praktisch nur noch Pergament verwendet. Etwa ab dem 5. Jahrhundert war Papyrus im Westen des Römischen Reiches sowie in dessen Nachfolgestaaten kaum noch verfügbar. Besonders in der Mitte des 7. Jahrhunderts war Schreibmaterial unerschwinglich teuer, so dass man besonders in dieser Zeit Pergamentbücher palimpsestierte. Diesem Vorgang fielen in erster Linie antike Texte zum Opfer, die Platz machen mussten für „Antiphonarien oder Heiligengeschichten“.

## Herstellung
Da Schreibmaterial wie Pergament im Mittelalter sehr kostbar war, wurden beschriebene Manuskriptseiten häufig wiederverwendet. Dabei wurde das Geschriebene abgekratzt oder abgewaschen. Auch wurden bereits chemische Tintenentferner wie Zitronensäure verwendet, um die Tinte zu beseitigen. Die meisten Palimpseste bestehen aus Pergament oder Papyrus. Spuren des Originaltextes sind oft erhalten und können heutzutage häufig mittels Fluoreszenzverfahren (früher durch Gallapfel- oder Gioberti-Tinktur und Röntgenstrahlung) sichtbar gemacht werden, so dass das Lesen des alten Textes wieder möglich wird. Viele antike und mittelalterliche Texte sind nur als eine solche „Schrift unter der Schrift“ überliefert und daher lückenhaft. Einige Methoden der Sichtbarmachung ursprünglicher Texte wurden von Alban Dold entwickelt und angewandt.

## Wichtige Exemplare

### Codex Ephraemi Rescriptus
Einer der wichtigsten Palimpseste ist der Codex Ephraemi Rescriptus (Paris, Bibliothèque nationale de France, Département des manuscrits, Grec 9; in den Editionen der Septuaginta Sigle no C oder 04 (Gregory-Aland)), von dem nur etwa 203 Folia (Blätter) der ursprünglichen 238 überdauert haben. Den Originaltext einer in Majuskelschrift geschriebenen Voll-Bibel in griechischer Sprache (Septuaginta + griechisches Neues Testament), die im 5. Jahrhundert in Ägypten hergestellt worden war, schabte man im 12. Jahrhundert ab und überschrieb ihn in griechischen Minuskelbuchstaben mit Predigten von Ephraem dem Syrer. Heute wird der Codex Ephraemi Rescriptus in der Pariser Nationalbibliothek aufbewahrt.

### De re publica (Cicero)

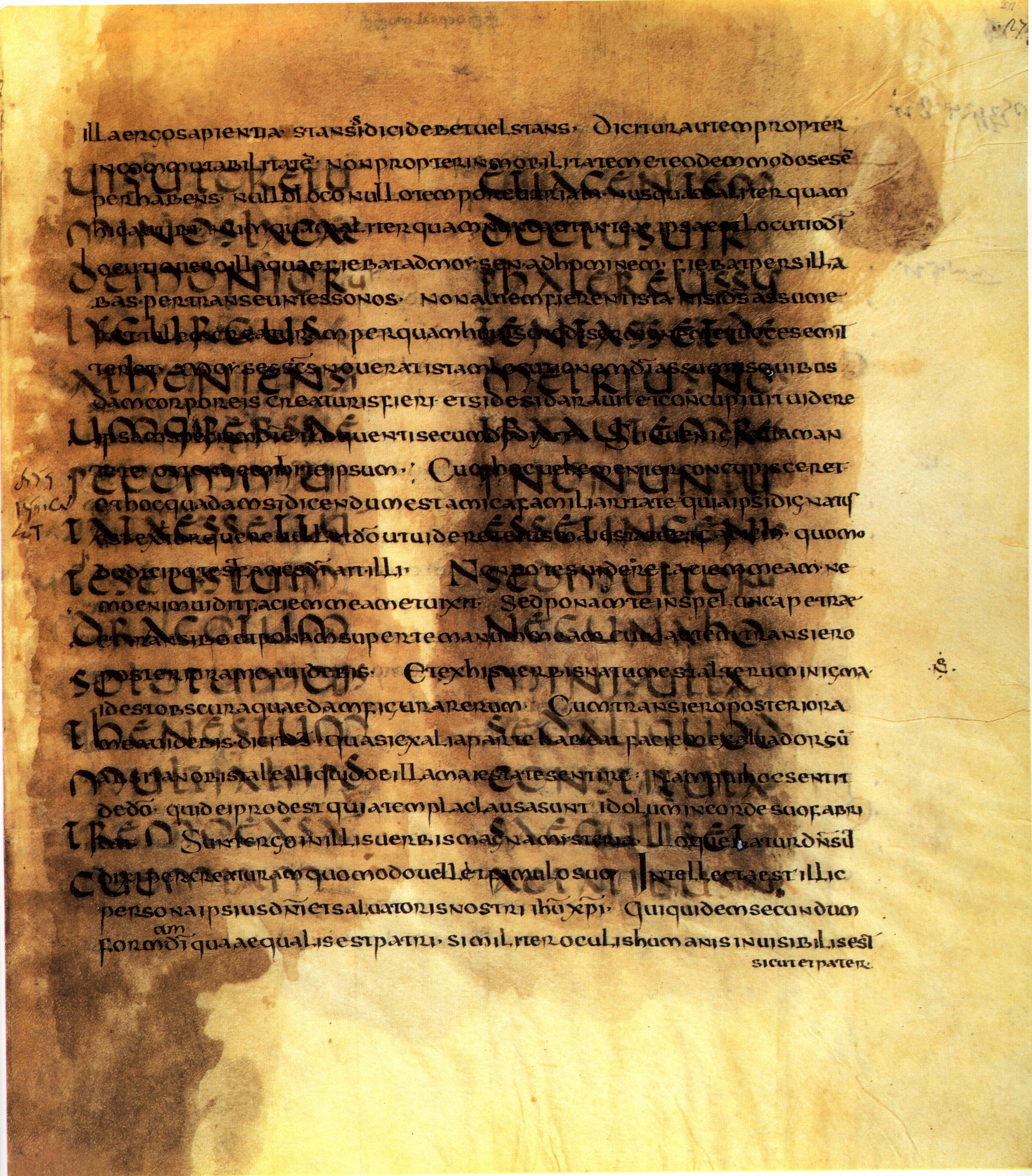
De re publica, Fragment (Palimpsest). Biblioteca Apostolica Vaticana, Vaticanus Lat. 5757, fol. 277r (4./5. Jahrhundert)

Auch Ciceros De re publica aus seiner ersten philosophischen Phase galt lange Zeit als verloren. Man kannte die Inhalte lediglich aus Fragmenten und Zitaten bei anderen Autoren, während eine Originalüberlieferung unauffindbar war. Nachdem Angelo Mai, der eigentliche Begründer der Palimpsestforschung, mehrere Palimpseste mit bisher unbekannten Texten wie den Briefen des Fronto (ed. Mailand 1815), und verschiedenen Reden Ciceros mit deren Kommentar von Asconius Pedianus (ed. Mailand 1814–1817) entdeckt und ediert hatte, fand er in der Vatikanischen Bibliothek einen weiteren Pergament-Palimpsest (BAV Vat. lat. 5757). Dieser enthielt weite Teile des ersten und zweiten Buches, ferner Ausschnitte des dritten, vierten und fünften Buches, aber keinerlei Spuren des sechsten. Von diesem war allerdings der Großteil ohnehin durch die gesonderte Überlieferung des Somnium Scipionis im Kommentar des im 5. Jahrhundert wirkenden Grammatikers Macrobius bekannt. Die Schrift ist eine Unziale des 4./5. Jahrhunderts, die von zwei verschiedenen Schreibern ausgeführt und einem weiteren Schreiber korrigiert wurde. Von Schreiber A stammen Buch I 1,1–III 2,3 und IV 2,3–V 3,5, von Schreiber B III 3,4–35,48 und V 4,6–5,7. Überschrieben war Ciceros De re publica mit Psalmkommentaren von Augustinus. Auch dieser Text wurde in einer Unziale von allerdings sehr viel kleinerem Schriftgrad geschrieben, die ins 7. Jahrhundert datiert wird.
Bereits Mai und seine Mitarbeiter erkannten, dass der ursprüngliche Kodex mit dem Cicero-Text aus Lagen von jeweils 4 aufeinandergelegten, einmal gefalteten und dann gehefteten Blättern bestanden hatte. Jeder solcher Quaternio hatte also 16 beschriebene Seiten. Zur Palimpsestierung wurden diese Quaterniones auseinandergenommen, die Blätter abgewaschen – zum Abschaben waren sie zu dünn – und die brauchbaren dann neu, d. h. in anderer Ordnung, wieder zusammengesetzt und mit dem Psalmenkommentar des Augustinus beschrieben. Der Forschung gelang es, aus diesen Blättern die ursprünglichen Quaterniones mit dem Cicerotext wieder herzustellen. Dabei war es möglich, die Lücken festzustellen, die dadurch zustande kamen, dass jeweils ganze Blätter nicht mehr vorhanden waren, so dass also die entsprechenden 4 Seiten fehlen; z. B. beim Fehlen des untersten Blattes die Seiten 1 und 2, sowie 15 und 16, beim 2. Blatt die Seiten 3 und 4, sowie 13 und 14 usw. Auch ganze Quaterniones sind nicht enthalten. Insgesamt gewann man aus dem Palimpsest etwa ein Viertel des als verloren Geglaubten. Bei anderen Autoren überlieferte Fragmente, Zitate und Inhaltsangaben versuchte man dem Kontext entsprechend einzuordnen.
Trotz des überraschenden Fundes hatte es zunächst keine intensive wissenschaftliche Beschäftigung mit dem Inhalt dieses Werks gegeben. Erst ab der Zeit um den Ersten Weltkrieg herum begann die deutsche Forschung, unter dem Eindruck der vor allem von Autoren aus dem George-Kreis sowie Vertretern des sogenannten Dritten Humanismus propagierten Neubewertung von Platons Politeia, sich mit dem Text inhaltlich genauer auseinanderzusetzen und Ciceros im Anschluss an Platon streng hierarchisch konzipiertes Staatsmodell als wegweisend für Gesellschaft und Staat der Gegenwart zu diskutieren. Unter veränderter Perspektive (Betonung des Rechtsstaatsgedankens) hält die Forschung bis heute an.

### Das Palimpsest des Archimedes

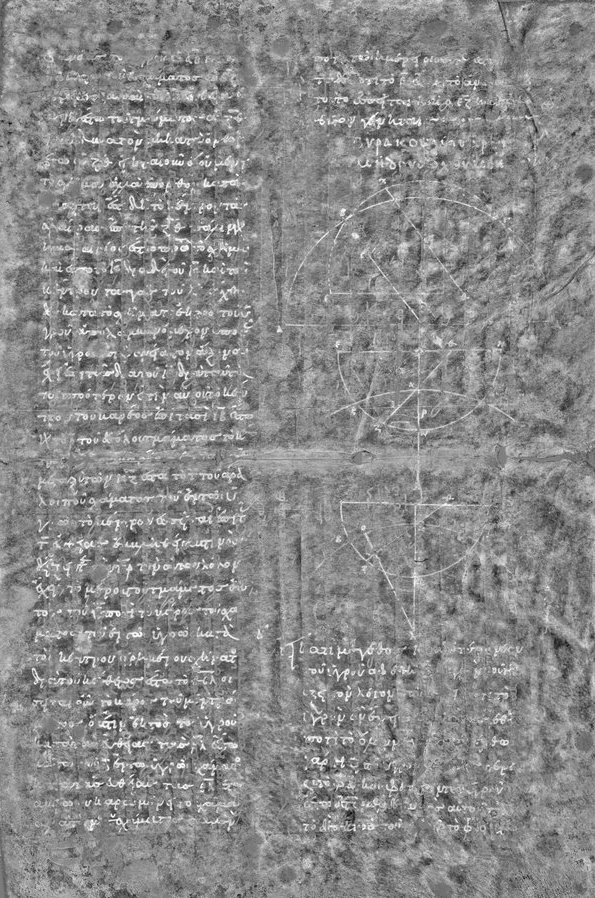
Seite aus dem Palimpsest des Archimedes, unter Röntgenfluoreszenz wird die ursprüngliche Schrift sichtbar

Ein weiteres Beispiel ist das Archimedes-Palimpsest, ein kürzlich wiederentdecktes Buch des Archimedes, in dem dieser möglicherweise die Grundzüge der modernen Integralrechnung beschreibt. So konnte Archimedes den Schwerpunkt einer massiven Halbkugel und eines Paraboloidenstumpfs berechnen. Vor allem aber war er in der Lage, die Fläche zu ermitteln, die entsteht, wenn eine Parabel von einer ihrer Sekanten geschnitten wird. Flächenberechnungen werden seit der Antike untersucht. Im 5. Jahrhundert vor Christus entwickelte Eudoxos von Knidos nach einer Idee von Antiphon die Exhaustionsmethode, die darin bestand, einen Körper durch regelmäßige Polygone auszufüllen. Er konnte so Flächen als auch Volumina einiger einfacher Körper bestimmen. Archimedes verbesserte diesen Ansatz, und so gelang ihm die exakte Integration einer Parabel – ohne Benutzung eines Grenzwertbegriffs. Er bewies, dass das Verhältnis von Umfang zu Durchmesser eines Kreises größer als das Verhältnis von 6336 zu 2017¼, aber kleiner als das Verhältnis von 14688 zu 4673½ ist.
Konstantin von Tischendorf entdeckte 1846 diesen Text. Obwohl er ihn damals nicht verstand, stufte er ihn dennoch als bedeutend ein. 1907 wurde er dann vom dänischen Philologen J. L. Heiberg teilweise übersetzt. Infolge des Ersten Weltkriegs geriet das Buch in Vergessenheit, bis es 1998 auf einer Auktion bei Christie’s von einem unbekannten Sammler für 2,2 Millionen Dollar ersteigert und dem Walters Art Museum in Baltimore übergeben wurde. Mehr als zehn Jahre lang arbeitete ein Expertenteam daran, die im 13. Jahrhundert in Palästina mit einem byzantinischen Euchologion überschriebenen Zeichnungen und Schriftzeichen erkennbar zu machen und zu übersetzen. Anfang August 2006 gelang es dabei einer Gruppe von Wissenschaftlern um den Physiker Uwe Bergmann, den ursprünglichen Text mit Röntgenstrahlung sichtbar zu machen.
Dieser sogenannte Kodex C ist die derzeit einzig bekannte Quelle für die Methodenlehre, das Stomachion und die griechische Version von Über schwimmende Körper. Er wurde wahrscheinlich im ausgehenden 10. Jahrhundert niedergeschrieben, erkennbar an der für diese Zeit charakteristischen Minuskelschrift.

### Palimpseste Sankt Katharinenkloster, Sinai
Im Katharinenkloster (Sinai) wird eine einmalige Sammlung von über 160 Palimpsesten, beschrieben mit diversen Schriften und Sprachen, aufbewahrt, deren Inhalte sehr divergent sind. Darunter finden sich singuläre Texte (Evangelien, Bibeltexte, Lektionare, Apokryphen, Martyrien) aus frühen Überlieferungen im Griechischen, Aramäischen (Syrisch, Christlich-Palästinisch-Aramäisch), Kaukasisch-Albanischen, Ethiopischen, Georgischen, Arabischen. Auch Teile der ersten bekannten Karte des Nachthimmels, die vermutlich von Hipparchos erstellt wurde, wurden hier unter einem christlichen Text auf mittelalterlichem Pergament gefunden.

## Übertragene Bedeutung

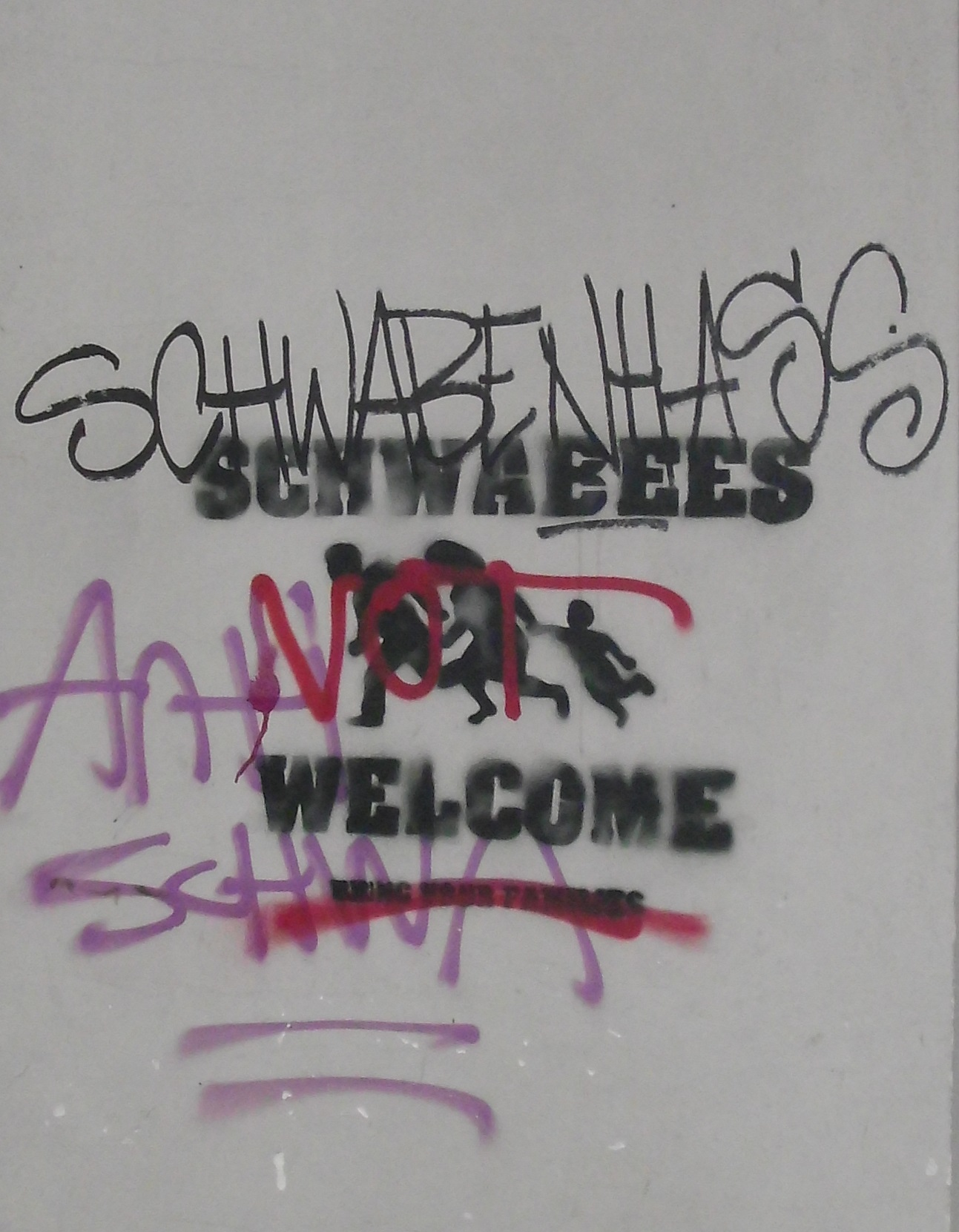
Beispiel für mehrfache Überschreibung bei Graffiti: Hauswand der Berliner Bäckerei Sporys, die als „Schwäbische Bäckerei“ beworben wird. Der erste Schriftzug war „Anti Schwa“ in Abwandlung von „Antifa“. Das von „Refugees Welcome – Bring your families“ abgewandelte Motiv „Schwabees Welcome“, wurde durch ein „not“ übermalt. Oben steht das Wort „Schwabenhass“

Die Technik des Palimpsestierens wurde seit Mitte des 19. Jahrhunderts mehrmals als Metapher für geistige und kreative Prozesse verwendet.
Der englische Essayist Thomas De Quincey verglich in Suspiria de Profundis (1845) den menschlichen Geist und besonders das Gedächtnis mit einem Palimpsest:

“What else than a natural and mighty palimpsest is the human brain? Such a palimpsest is my brain; such a palimpsest, O reader! is yours. Everlasting layers of ideas, images, feelings, have fallen upon your brain softly as light. Each succession has seemed to bury all that went before. And yet in reality not one has been extinguished.”

„Was Anderes als ein natürliches und mächtiges Palimpsest ist der menschliche Geist? Solch ein Palimpsest ist mein Geist; solch ein Palimpsest, O Leser! ist der Deinige. Immerwährende Schichten von Ideen, Bildern, Gefühlen sind auf deinen Geist gefallen so sanft wie das Licht. Jede Abfolge [von Gedanken] verbrannte scheinbar alles was vorher war. Und doch wurde in Wirklichkeit keine Einzige ausgelöscht.“

Achtzig Jahre später entwickelte Sigmund Freud in seiner Notiz über den Wunderblock ein verwandtes Modell des menschlichen Gedächtnisses: In dem Aufsatz wählte Freud eine wachsüberzogene Schreibtafel, die unter dem Namen Wunderblock in den Handel gekommen war, als eine Metapher für die Vorgänge der Wahrnehmung und des Bewusstseins. Die druckempfindliche Tafel ermögliche ein immer neues Beschreiben und Löschen von Zeichen, wobei Spuren aller früheren Einschreibungen als unsichtbare Vertiefungen erhalten blieben. Hierin sah Freud die zwei wesentlichen Leistungen des menschlichen Gedächtnisses abgebildet: „Unbegrenzte Aufnahmefähigkeit und Erhaltung von Dauerspuren“ (Lit.: Freud, 1968, S. 4).
Strukturalisten und Poststrukturalisten haben das Palimpsest als Denkfigur herangezogen, um Textualität und die Funktion des Schreibens zu beschreiben: Die Denkfigur hebe hervor, dass Schreiben nur im Dasein von bereits Geschriebenem existiere, untergrübe damit das Konzept vom Autor als einziger, wirklicher Quelle des Werkes und stelle so dessen Sinn an das Ende einer unendlichen Kette von Bedeutungen. 
Nachdem die Germanistik das Palimpsest zu Beginn der 1990er Jahre aufgegriffen hatte, ist die Denkfigur nach der Jahrtausendwende schließlich in die unterschiedlichsten Felder der Literatur- und Kulturwissenschaften vorgedrungen und hat neben Arbeiten zur Intertextualitätstheorie, Literaturtheorie und Erinnerungs-/Gedächtnistheorie auch die Postcolonial Studies befruchtet.
Auch in der literarischen Avantgarde ist das Palimpsest neben der Collage und Montage ein zentrales künstlerisches Verfahren. Ein Gedichtband des ukrainischen Dichters Wassyl Stus trägt den Titel Palimpseste.
Im abstrakten Expressionismus, insbesondere bei der Künstlergruppe CoBrA, wird das Prinzip der Wiederbenutzung von Papieren (z. B. auch Landkarten) ebenfalls unter dem Begriff „Palimpsest“ zusammengefasst, insbesondere bei Arbeiten von Pierre Alechinsky und Asger Jorn. Zitat Pierre Alechinsky: „Ich arbeite auf verschiedenen Malgründen … Seiten aus alten Kassenbüchern, Notariatsakten, alte Rechnungen, russische Drucke, veraltete Flugkarten etc., die ich nach dem Palimpsest-Prinzip neu bearbeite, indem ich mich von der Lektüre der Alltagssorgen anderer Zeiten leiten lasse, die den unseren so ähnlich sind.“
Die Titel der Autobiographie des amerikanischen Schriftstellers Gore Vidal sowie einer Komposition von Iannis Xenakis lauten ebenfalls Palimpsest.
In der Medizin wird unter Palimpsest die alkoholbedingte Amnesie (der sogenannte „Filmriss“) verstanden.
In der Restaurierung von Wandmalerei werden Bereiche als Palimpsest bezeichnet, in denen Putz- und Malschichten unter einer bestehenden Wandmalerei erhalten geblieben sind.